# Grote of Sint-Gudulakerk
De Grote of Sint-Gudulakerk, ook wel de Hervormde kerk, is een protestantse kerk in de Nederlandse plaats Lochem. Op de plek waar de huidige kerk staat, staat vanaf het jaar 950 een kerk. Eerst een houten kerk met een toren van circa 12 meter hoog. Vervolgens is rond het jaar 1000 het houten kerkje vervangen door een stenen eenbeukige kerk. Een eeuw later werd deze kerk weer vervangen door een driebeukige kerk opgebouwd van tufsteen. Rond 1300 volgde een verbouwing tot kruiskerk met een gotisch priesterkoor. In 1478 werd aan de kerk een toren toegevoegd. Rond 1500 werd het schip verlengd en kreeg de kerk de vorm van een hallenkerk.
De kerktoren bestaat uit vijf geledingen waarbij boven de ingang een spitsboogvenster is geplaatst. De toren wordt bekroond met een ingesnoerde naaldspits, die aan de kerk is toegevoegd in 1903. Spitsboogvensters komen ook in de zij- en achtergevel terug, die worden afgewisseld met steunberen. Het plafond van de kerk bestaat voornamelijk uit kruisribgewelven en stergewelven. Na de reformatie is een deklaag in de kerk aangebracht over de schilderingen. Diverse schilderingen zijn weer zichtbaar gemaakt in de loop der tijd. In de kerk is zowel een hoofdorgel uit 1758 gemaakt door Gilman als een koororgel uit 1807 van Quellhorst aanwezig.
De kerk is in 1966 aangewezen als rijksmonument.

## Galerij

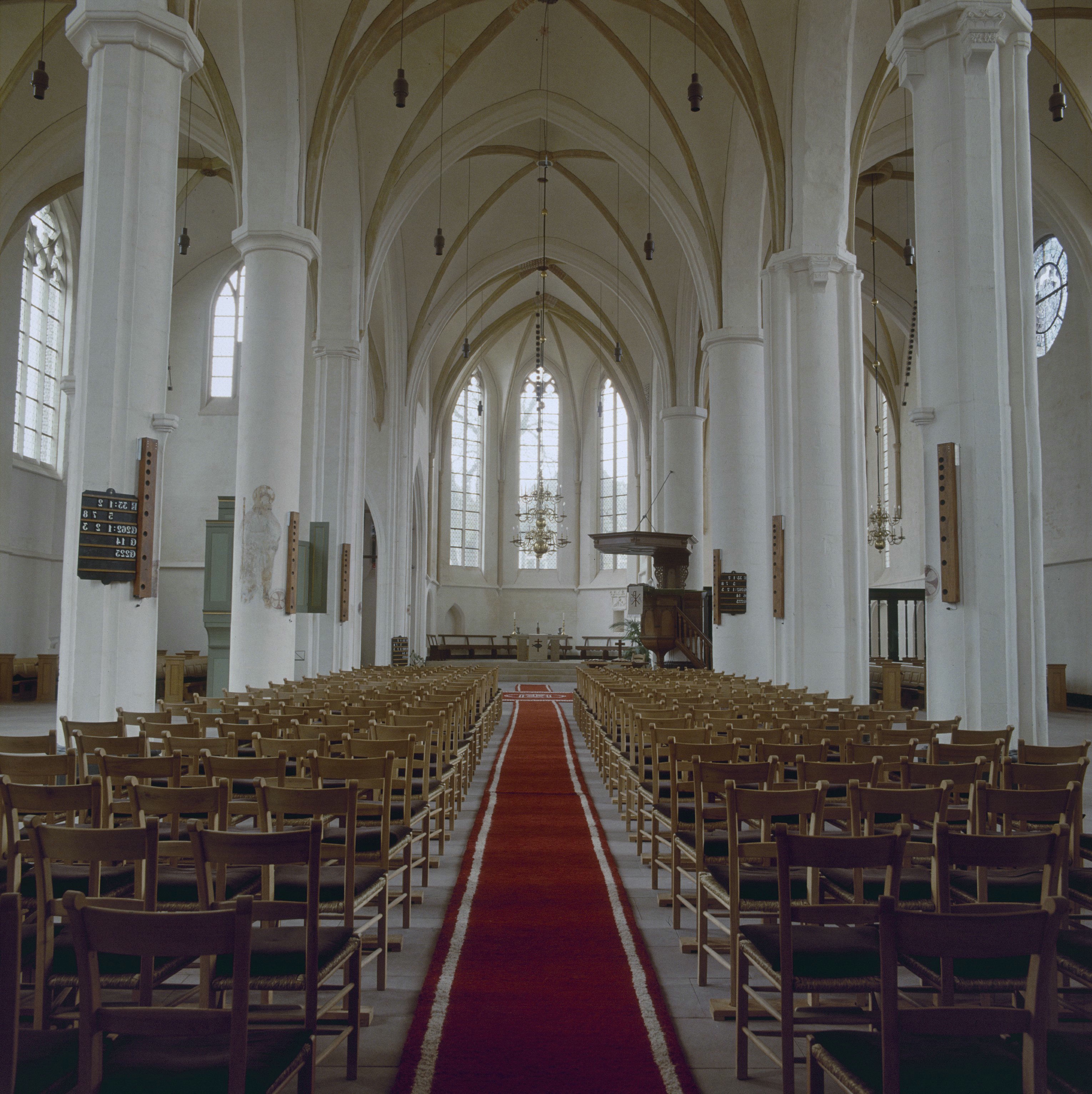
Interieur naar het oosten
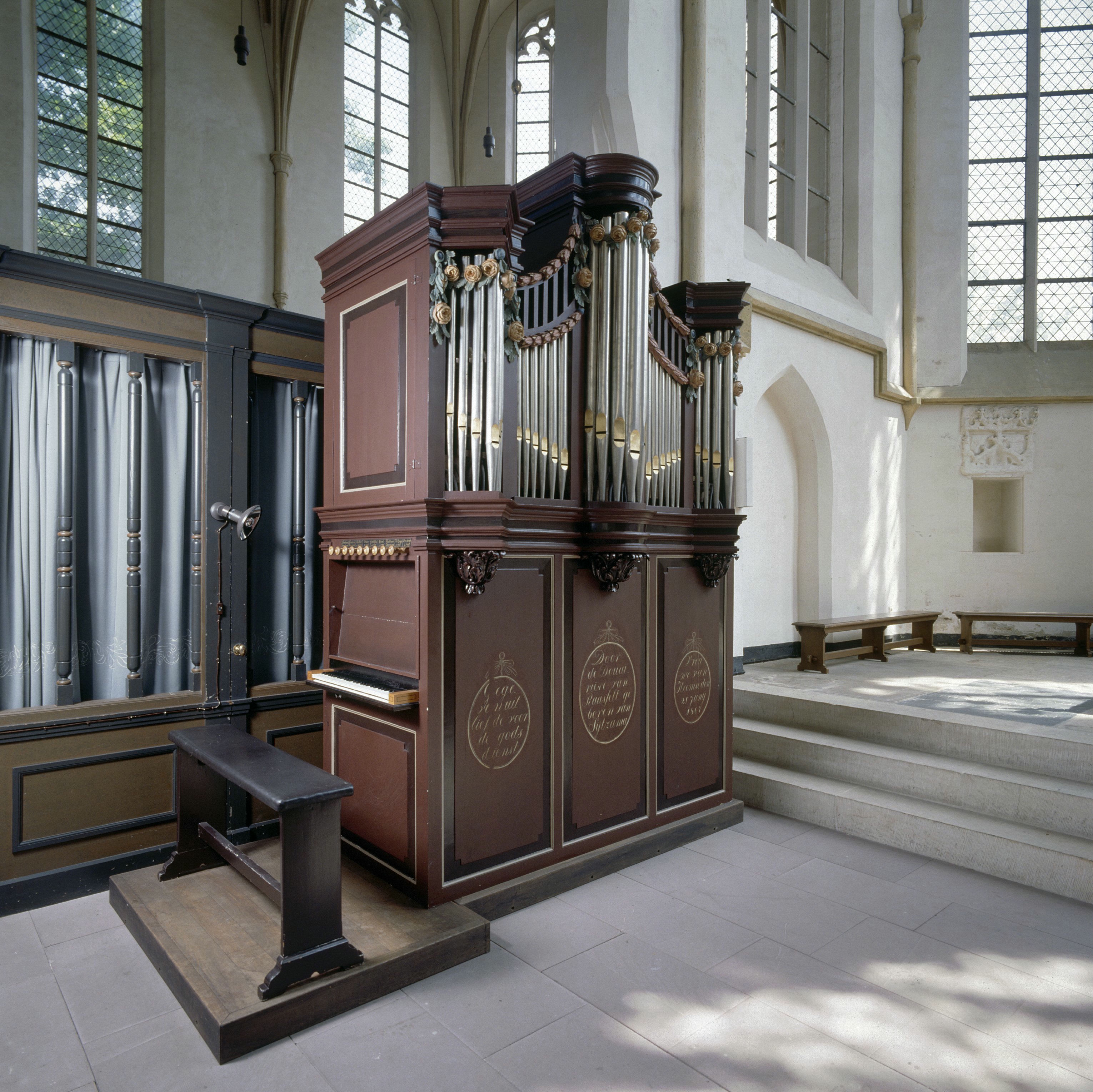
Koororgel
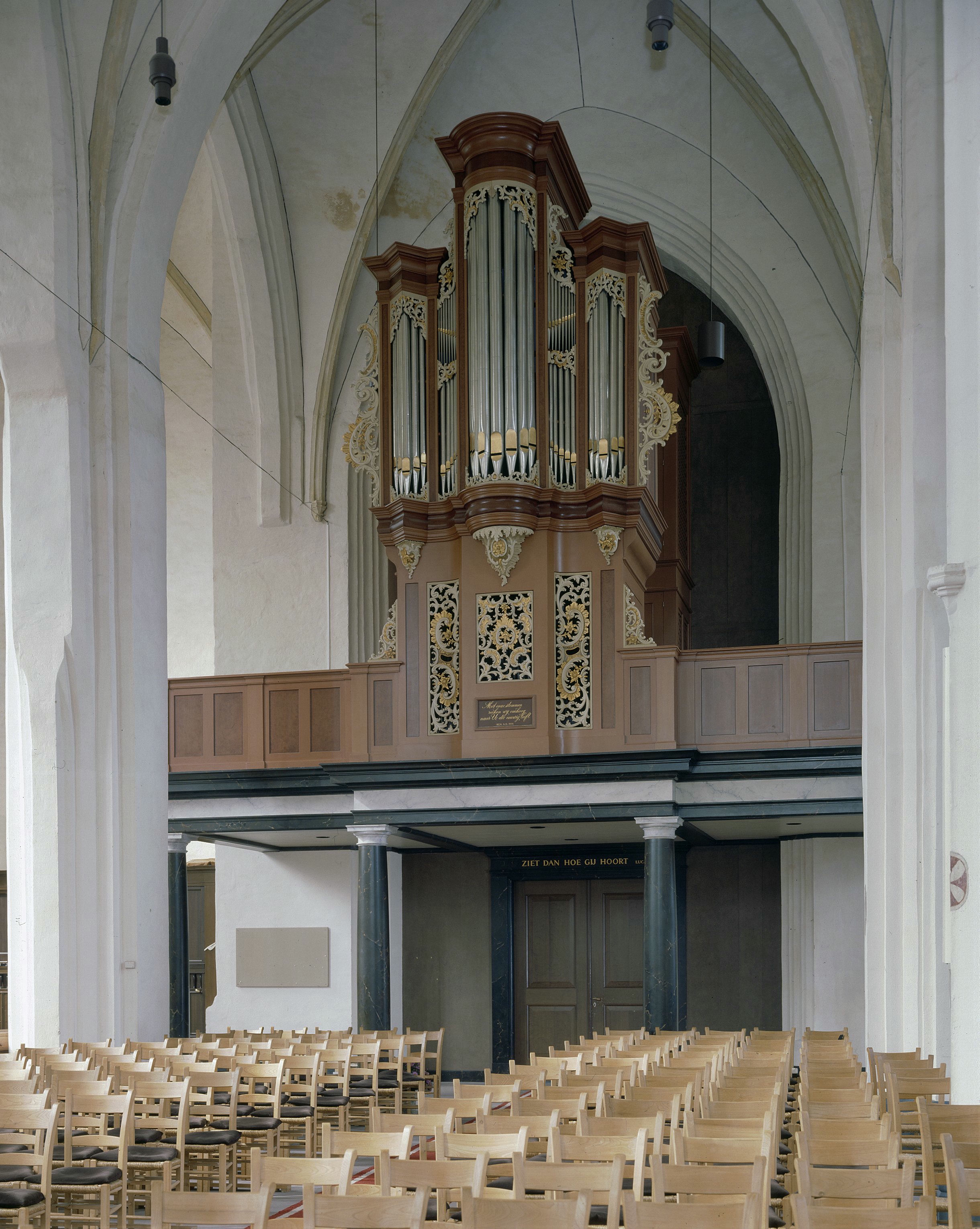
Hoofdorgel achter in de kerk
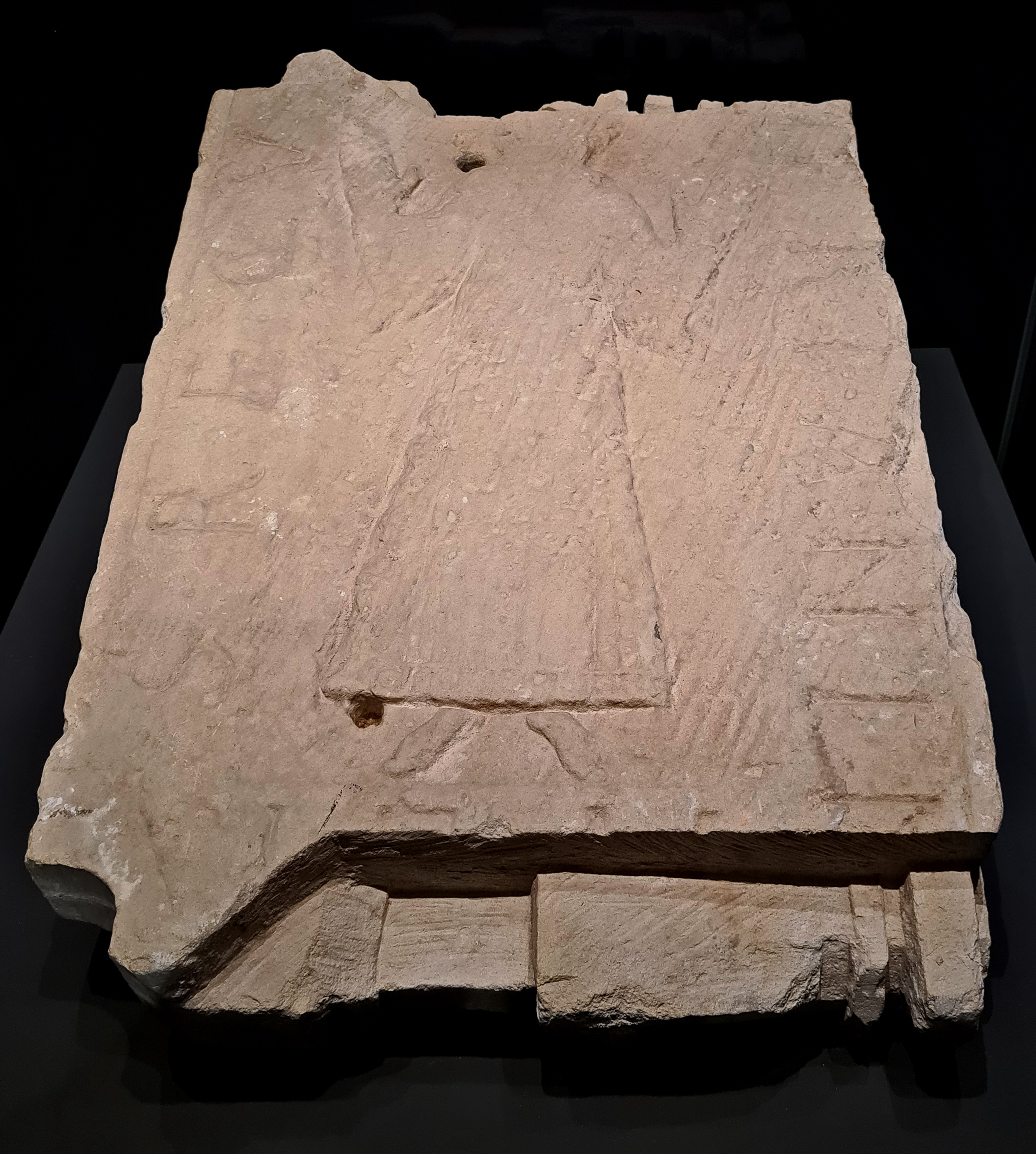
11e-eeuws reliëf (grafsteen?)